# Juuru
Juuru är en ort i Estland. Den ligger i Juuru kommun och landskapet Raplamaa, i den centrala delen av landet, 40 km söder om huvudstaden Tallinn. Juuru ligger 79 meter över havet och antalet invånare är 571.
Terrängen runt Juuru är mycket platt. Runt Juuru är det mycket glesbefolkat, med 6 invånare per kvadratkilometer. Närmaste större samhälle är Rapla, 11,0 km sydväst om Juuru. I omgivningarna runt Juuru växer i huvudsak blandskog.